# Freeform
Freeform (anteriormente ABC Family) é uma rede de televisão americana da ABC representante da ABC no Canadá. Faz parte da Walt Disney Television que é uma divisão The Walt Disney Company responsável administrativa da ABC. É transmitida também por operadores no Canadá sob o nome ABC Spark. Em 6 de outubro de 2015, Walt Disney Television anunciou que ABC Family seria renomeada como Freeform, que foi lançado no dia 12 de janeiro de 2016.
Em janeiro de 2016, o Freeform está disponível para 92 milhões de domicílios nos Estados Unidos.

## História

### Criação da ABC Family (1976 a 2015)

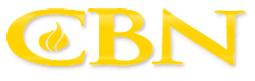
Logo do canal durante o período CBN Cable (1977-1988).

O canal foi estabelecido em 1977 por Pat Robertson como CBN Cable antes de ser renomeado CBN Family Channel. Mas quando o grupo Christian Broadcasting Network se juntou ao canal da International Family Entertainment, uma empresa dirigida pelo filho de Robertson, ela foi renomeada para The Family Channel.

Logo do canal durante o período da Fox Family (1998-2001).

O canal foi vendido em 1997 para a Fox Broadcasting Company e foi rebatizado como Fox Family em 1998.
A Fox então possuía, além do canal principal, assistido por 84 milhões de lares americanos, Fox Kids, 76% da Fox Kids Europe e o catálogo da Saban Entertainment. Com a adição da Fox Family, os canais forma o grupo Fox Family Worldwide.

Logo do canal durante o período da ABC Family (2001-2015).

Em 23 de julho de 2001, Disney-ABC Television Group adquiriu o Fox Family Worldwide Group por US$ 5,3 bilhões. Em 10 de novembro de 2001, a Disney renomeou o canal para ABC Family.
Em 26 de outubro de 2011, a Disney-ABC e a Corus Entertainment anunciaram o lançamento da ABC Spark, a versão canadense da ABC Family, que foi lançada em 26 de março de 2012.
Em 16 de outubro de 2013, a cadeia de lojas de roupas e acessórios da Disney, ABC Family e Wet Seal lançaram uma coleção de produtos inspirada em personagens da série de televisão ABC Family.
Em 5 de janeiro de 2014, a Disney-ABC anunciou o lançamento de um serviço de streaming associado ao Watch ABC Family da ABC Family um aplicativo dedicado ao canal.

### Freeform (desde 2016)

Logo da emissora de 2016 para início de 2018.

Em dezembro de 2014, a revista Variety revelou que o canal ABC Family está preparando uma mudança completa para o canal. De fato, há vários anos, o canal oferece mais e mais programas para adolescentes do que para a família. O nome e o estilo do canal não correspondem mais à identidade do canal.
Em outubro de 2015, é anunciado oficialmente que o canal se tornará o Freeform em janeiro de 2016 por meio de um vídeo promocional nas páginas do canal e seus programas nas redes sociais.
Em abril de 2017, o canal anunciou uma parceria com a revista People para desenvolver filmes de TV originais inspirados em celebridades ou histórias inspiradoras.
No dia 4 de junho de 2017, o canal exibe seu primeiro grande evento ao vivo com o concerto de caridade One Love Manchester, organizado pela cantora Ariana Grande. Com a participação de vários artistas, incluindo Katy Perry, Take That, Coldplay e Miley Cyrus, este concerto é organizado para arrecadar fundos para as vítimas do atentado em 22 de maio de 2017, em Manchester.

## Programas
- Greek
- Make It or Break It
- The Secret Life of the American Teenager
- 10 Things I Hate About You
- The Nine Lives of Chloe King
- Switched at Birth
- The Lying Game
- Melissa & Joey
- Kyle XY
- Slacker Cats
- State of Georgia
- Jane by Design
- Pretty Little Liars
- Ruby & the Rockits
- Huge
- Rebelde
- Xuxa
- Baby Daddy
- Bunheads
- Twisted
- The Fosters
- The Vineyard
- Ravenswood
- Chasing Life
- Young & Hungry
- Mystery Girls
- Stitchers
- Shadowhunters
- Recovery Road
- Guilt
- Dead of Summer
- Beyond
- Famous in Love
- The Bold Type
- Grown-ish
- Alone Together
- Siren
- Manto & Adaga
- Pretty Little Liars: The Perfectionists

### Filmes
Freeform exibe filmes em horário nobre às quintas e sextas-feiras à noite (e se não são séries originais agendadas, segundas, terças e / ou quartas-feiras), juntamente com uma programação de filmes nos finais de semana a partir das 7:00 da manhã. (por vezes mais tarde, por volta das 7:30 ou 8:00) até às 2:00 da manhã. Hora do Leste aos sábados e domingos. Os filmes exibidos no canal são direcionados a vários públicos - de pré-adolescentes a famílias, adolescentes e adultos - com um grande número de filmes exibidos no Freeform sendo distribuídos pela irmã corporativa Walt Disney Studios Motion Pictures, da 20th Century Fox. 21st Century Fox, que foi criado através da divisão da antiga controladora do canal News Corporation em 28 de junho de 2013) e da Warner Bros.

## Logotipos

Logotipo da Fox Family Channel usado de 1998 a 2000 (Como Fox Family)Logotipo da Fox Family Channel usado de 1998 a 2000 (Como Fox Family)
Logotipo da Fox Family usado de 2000 a 2001, quando foi renomeada para ABC Family.
Logotipo da ABC Family (2003-2016)
Utilizado de 2016 a 2018 (como Freeform)

## Slogans
- 1977-1985: Stay with Us, We're CBN (Fique conosco, somos a CBN)
- 1985-1988: Just Watch Us (Basta ver-nos)
- 1986: Families are Moving to CBN (Famílias estão se movendo para CBN)
- 1988-1991: Together, We're Family (Juntos, somos família)
- 1991-1995: The Greatest in the Family (A maior na família)
- 1995-1996: There's Nothing Stronger (Não há nada mais forte)
- 1996-1998: Just Watch Us Now (Basta ver-nos agora)
- 1998-2000: You Belong (Você pertence)
- 2000-2001: It's Electric (É elétrico)
- 2001-2003: It's All About You! (É tudo sobre você)
- 2003-2006: Everything You Want to Know from A to Z (Tudo o que você quer saber de A a Z)
- 2006-2016: A New Kind of Family (Um novo tipo de família)
- 2016-2018: Become With Us (Torne-se conosco)
- 2018-presente: A little forward (Um pouco à frente)